# Арматуш
Арматуш (на македонска литературна норма: Арматуш) е село в южната част на Северна Македония, община Новаци.

## География
Селото е разположено в западните склонове на Селечката планина на 20 километра източно от град Битоля.

## История
В „Етнография на вилаетите Адрианопол, Монастир и Салоника“, издадена в Константинопол в 1878 година и отразяваща статистиката на населението от 1873 година, Арматуш (Armatouch) е посочено като село с 21 домакинства с 95 жители българи и 8 цигани.
На Етнографската карта на Битолския вилает на Картографския институт в София от 1901 година Арматуш е чисто българско село в Битолската каза на Битолския санджак с 9 къщи.
В началото на XX век християнското население на селото е под върховенството на Българската екзархия. По данни на секретаря на екзархията Димитър Мишев („La Macédoine et sa Population Chrétienne“) в 1905 година в Арматуш има 24 българи екзархисти.
Според преброяването от 2002 година селото има 41 жители, от които:
| Националност     | Всичко |
| северномакедонци | 0      |
| албанци          | 16     |
| турци            | 25     |
| роми             | 0      |
| власи            | 0      |
| сърби            | 0      |
| бошняци          | 0      |
| други            | 0      |

## Личности
Починали в Арматуш
- Димитър Тодоров Иванов (? – 1918), български военен деец, подпоручик, загинал през Първата световна война[5]
- Кунчо Драгиев Драгийски (? – 1918), български военен деец, поручик, роден в Копривщица и загинал през Първата световна война[6]